# Classo
Classo (Klaso) ist eine osttimoresische Aldeia im Suco Motaulun (Verwaltungsamt Bazartete, Gemeinde Liquiçá). 2015 lebten in der Aldeia 1087 Menschen.

## Geographie und Einrichtungen
Classo nimmt fast den gesamten Süden des Sucos Motaulun ein. Nördlich liegt die Aldeia Caleulema. Im Westen grenzt Classo an den Suco Lauhata, im Nordosten an den Suco Lauhata, im Osten und Südosten an den Suco Ulmera und im Süden an die Sucos Fahilebo und Fatumasi. Der Fluss Failebo fließt durch den Westen von Classo.
Der Nordwesten wird von einer Straße durchquert. An ihr befinden sich die Dörfer Bogoro und Mau-Luto, wobei das Letztere mit seinem Westteil in der gleichnamigen Aldeia liegt. Im Ostteil in Cassa befinden sich der Sitz des Sucos, das Hospital und die katholische Kirche. Im Bogoro stehen eine Grundschule und eine Prä-Sekundarschule. Das Zentrum und der Osten Classos sind nahezu unbesiedelt.

## Politik
2023 wurde Albino Maria Alves zum Chefe de Aldeia gewählt.